# Ludovic d'Ursel
Le comte Ludovic-Marie d'Ursel, né le 28 février 1809 à Hingene et mort le 13 octobre 1886 à Boitsfort, est un homme politique belge.

## Biographie
Ludovic d'Ursel est le fils du duc Charles-Joseph d'Ursel et de Joséphine Ferrero Fieschi, princesse de Masserano. Gendre de Marie-Hippolyte de Rumigny, il est le père de Charles d'Ursel (nl) et d'Hippolyte d'Ursel, ainsi que le beau-père du baron Victor Nau de Champlouis, du marquis Amable Dadvisard et du vicomte Charles de Spoelberch de Lovenjoul.

## Mandats et fonctions
- Membre de la Chambre des représentants de Belgique : 1857-1868
- Membre du Sénat belge : 1878-1886

## Sources
- Jean-Luc de Paepe & Christiane Raindorf-Gerard, Le Parlement belge, 1831-1894. Données biographiques, Brussel, 1996.